# Norbert Burgmüller

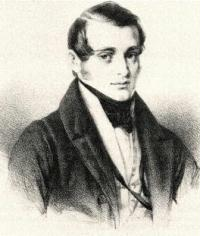
Norbert Burgmüller, Lithographie von Jakob Becker

August Joseph Norbert Burgmüller (* 8. Februar 1810 in Düsseldorf; † 7. Mai 1836 in Aachen) war ein deutscher Komponist.
Sein kurzes Leben, er wurde nur 26 Jahre alt, machte es ihm schwer, Anerkennung für sein musikalisches Schaffen zu finden. Durch die posthume Würdigung durch Robert Schumann wurde er einer breiteren Öffentlichkeit bekannt.

## Leben
Burgmüller entstammte einer sehr musikalischen Familie: Sein Vater Friedrich August Burgmüller wirkte als Musiklehrer, Komponist, Kapellmeister und später als Musikdirektor in Düsseldorf; seine Mutter Therese von Zandt war eine gefragte Musikpädagogin. Norberts älterer Bruder Friedrich Burgmüller (1806–1874) war ebenfalls als Musiker, Klavierlehrer und Komponist tätig, wirkte ab 1834 in Paris und ist bis heute für seine Klavieretüden für junge Pianisten bekannt.
Norbert Burgmüller, geboren im Haus Altestadt Nr. 3, lernte schon früh das Violin- und Klavierspiel und begann zu komponieren. Einer seiner Lehrer war wahrscheinlich Joseph Kreutzer. 1824 starb der Vater, wodurch die Familie in große Not geriet. Sie fand jedoch Unterstützung durch den Grafen Franz von Nesselrode-Ehreshoven, der Burgmüller auch mehrfach auf sein Schloss Ehreshoven einlud. Besonders kümmerte sich der Graf um Burgmüllers musikalische Ausbildung, sodass dieser 1826 nach Kassel gehen konnte, um dort Violine bei Louis Spohr und Theorie bei Moritz Hauptmann zu studieren. Bis 1830 verbrachte Burgmüller seine Zeit überwiegend in Kassel, wo er als Korrepetitor, Dirigent und Pianist wirkte. Hier besuchte ihn einmal der junge Komponist und Pianist Stephen Heller, dem Burgmüller sein Klavierkonzert vorspielte. Das Werk wurde am 14. Januar 1830 in Kassel mit Burgmüller am Klavier uraufgeführt. Bereits 1829 hatte sich der Komponist mit der gefeierten Opernsängerin Sophia Roland (1804–1830) verlobt, die jedoch die Verbindung im Jahr darauf wieder löste und kurz darauf am 17. Oktober 1830 in Aachen starb. Der Komponist geriet daraufhin in eine tiefe Krise, die zu zeitweiligem Alkoholmissbrauch und dem Verlust der Unterstützung durch Spohr führte. Außerdem litt er von dieser Zeit an unter epileptischen Anfällen.
Burgmüller kehrte noch im selben Jahr nach Düsseldorf zurück, wo er seinen Lebensunterhalt durch Unterricht und kleinere Engagements bestritt. Öffentliche Stellungen wie der Posten des städtischen Musikdirektors blieben ihm verwehrt. 1833 befreundete er sich mit Felix Mendelssohn Bartholdy, der statt seiner den Posten des Musikdirektors erhalten hatte. Mendelssohn spielte am 3. Mai 1834 in einem Abonnementskonzert Burgmüllers Klavierkonzert. Ein weiterer Erfolg war die Uraufführung der 1. Symphonie am 13. November 1834. Im Jahr darauf verlobte sich der Komponist ein zweites Mal, mit der Französin Josephine Collin, der Gouvernante der Kinder seines Gönners Graf Nesselrode. 1835 machte er Bekanntschaft mit dem Dramatiker Christian Dietrich Grabbe, der für Burgmüller das parodistische Opernlibretto Der Cid schrieb. 1836 beschloss Burgmüller, ähnlich wie sein Bruder, sein Glück in Paris zu suchen. Dieses Vorhaben konnte er jedoch nicht mehr realisieren. Während eines Kuraufenthalts in Aachen ertrank er im dortigen Quirinusbad, wahrscheinlich infolge eines epileptischen Anfalls. Sein Tod wurde in Düsseldorf mit großer Bestürzung aufgenommen. Grabbe schrieb einen Nachruf, Mendelssohn komponierte zur Beisetzung den Trauermarsch a-Moll op. 103.
Zu Burgmüllers Freunden gehörte auch der spätere Schriftsteller Wolfgang Müller von Königswinter, der auf Bitten von Robert Schumann umfangreiche Erinnerungen an Burgmüller verfasste, die 1840 im Druck erschienen, sowie sein Schüler Wilhelm Steifensand, welcher im Jahre 1836 dessen Leiche aus Aachen holte, um die Beisetzung in Düsseldorf auf dem Golzheimer Friedhof durchführen zu lassen und im April 1837 ihm zu Ehren aus dessen Nachlass das „Klavierkonzert op. 1“ und Lieder spielte.
Das Grab von Norbert Burgmüller befindet sich, nachdem es Ende des 19. Jahrhunderts vom Golzheimer Friedhof umgebettet wurde, auf dem Düsseldorfer Nordfriedhof.

## Bedeutung

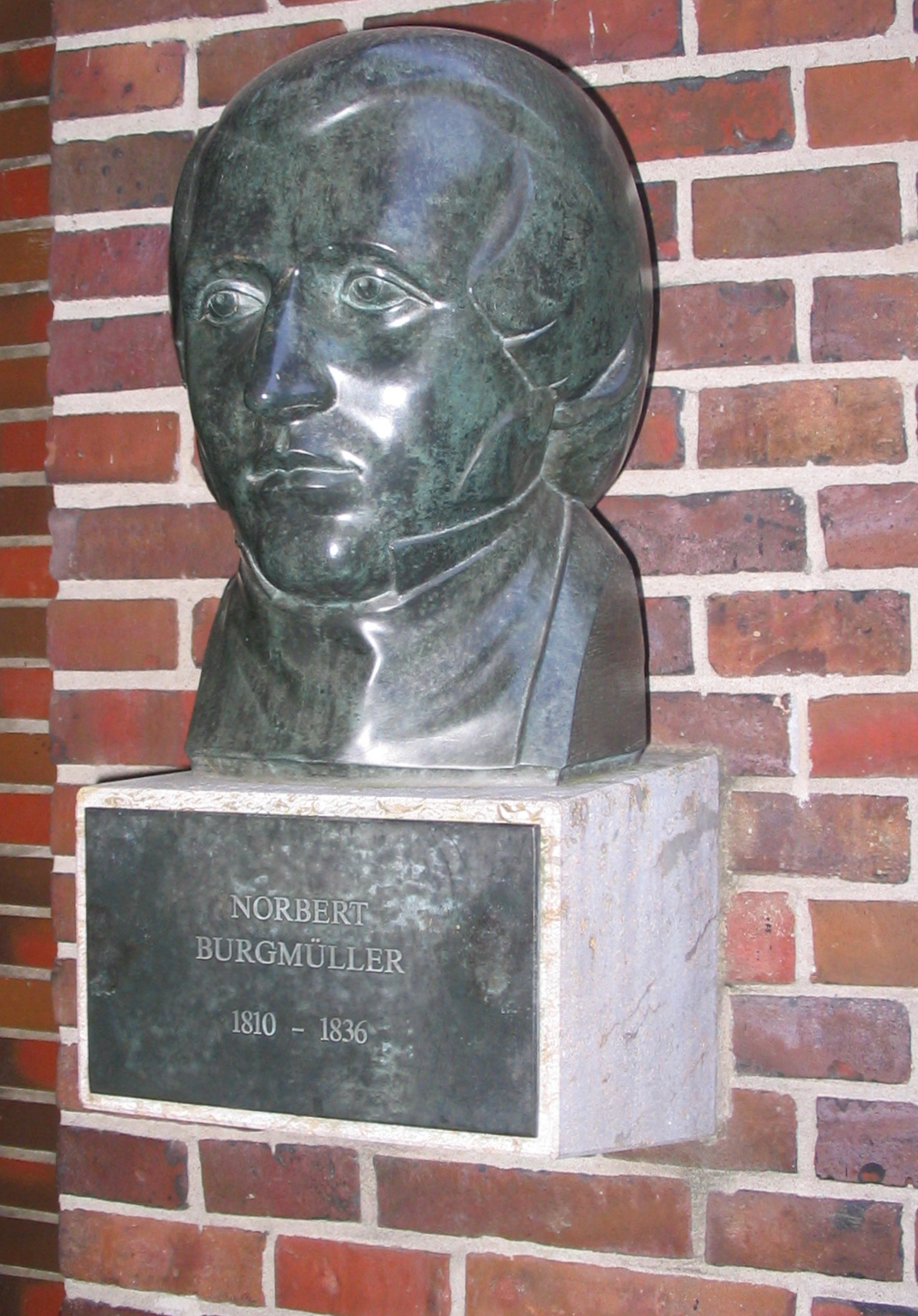
Büste Norbert Burgmüllers von Franz Küsters vor dem Eingang der Tonhalle Düsseldorf (Foto: 2011)

Burgmüller konnte sein künstlerisches Potential aufgrund seines frühen Todes nur teilweise entfalten. Im Prinzip stellt sein Œuvre lediglich das Frühwerk eines Komponisten dar. Trotzdem lässt sich anhand der erhaltenen Werke ein großes Talent mit sehr eigenständigen Zügen erkennen. In seinen frühen Werken wird der Einfluss Beethovens und Spohrs deutlich, ein bestimmter eigener Tonfall ist aber nicht zu leugnen. In späteren Werken ist teilweise der Einfluss Mendelssohns zu konstatieren, doch auch hier beschränkt sich Burgmüller keineswegs auf bloßes Nachahmen. Seine Werke sind von großer kompositorischer Ernsthaftigkeit geprägt, d. h. „Biedermeierliches“, virtuoses Blendwerk ohne größeren Sinnzusammenhang oder Epigonentum sind bei Burgmüller kaum zu finden. Die klassischen Formen bildeten für ihn eine Basis, die er variierte und weiterentwickelte. Viele seiner Werke sind von einer lyrischen Grundstimmung geprägt, auf der sich harmonische Experimente, große Ausdruckskraft und Momente von stürmischer Dramatik entfalten. Seine Melodik ist einprägsam und fließend. Burgmüllers Meisterwerk ist seine unvollendete zweite Sinfonie, in der er Brahms’ Technik der „entwickelnden Variation“ vorwegnimmt. Insgesamt weisen seine Werke weit in die Zukunft. Es wäre falsch, Burgmüller als „romantischen Kleinmeister“ abzustempeln; vielmehr stehen seine reifsten Werke auf einer Stufe mit den Werken seiner Altersgenossen Robert Schumann und Felix Mendelssohn Bartholdy, die seine Kompositionen sehr schätzten. Davon zeugt die von Mendelssohn am 18. Januar 1838 dirigierte Aufführung der 1. Symphonie Burgmüllers im Leipziger Gewandhaus. Schumann schrieb aus diesem Anlass, sie sei „das bedeutendste, nobelste Werk im Sinfonienfach, das die jüngere Zeit hervorgebracht.“ 1839 schrieb Schumann einen Aufsatz über Burgmüller, der mit den Worten beginnt: „Nach Franz Schuberts frühzeitigem Tod konnte keiner schmerzlicher treffen als Burgmüllers.“
Später war der Komponist dennoch lange Zeit fast vollständig vergessen. Erst in den 1980er Jahren begann eine kontinuierliche Wiederentdeckung seines Schaffens. Inzwischen liegen fast alle Werke auf CD vor. Daneben erschienen zwischen 2002 und 2010 seine sämtlichen Werke in Neu- bzw. Erstausgaben im Druck, wofür sich die 2007 in Burgmüllers Heimatstadt Düsseldorf gegründete Norbert-Burgmüller-Gesellschaft besonders einsetzte.

## Ehrungen

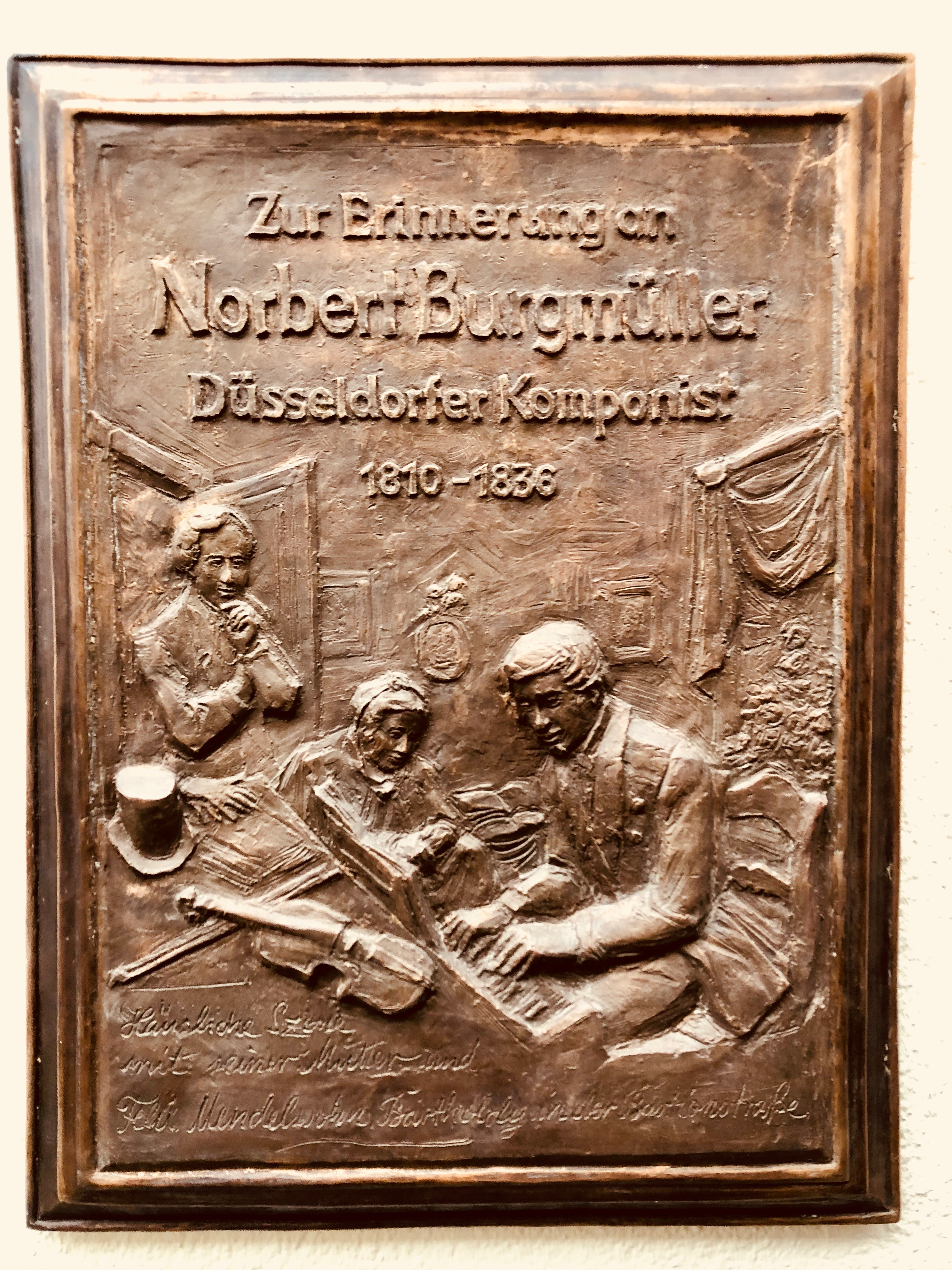
Gedenktafel für Norbert Burgmüller in Düsseldorf, Bastionstraße, geschaffen von Ulrich Grenzheuser

Die Stadt Düsseldorf ehrte Burgmüller 1986 mit der Anbringung einer Gedenktafel an seinem Geburtshaus in der Mühlenstraße 12. 2018 wurde auch an seinem späteren Wohnhaus (Bastionstraße 3) eine Gedenktafel angebracht.
Daneben wurde 2003 vor dem Eingang der Tonhalle Düsseldorf eine Burgmüller-Büste aufgestellt. Sie ist ein Geschenk des Düsseldorfer Heimatvereins Düsseldorfer Jonges.

## Werke

### Orchesterwerke
- Klavierkonzert fis-Moll op. 1 (1828/29)

(erschien 2009 in der Reihe Denkmäler rheinischer Musik, Band 32)
- Sinfonie Nr. 1 c-Moll op. 2 (1831–33)

(erschien 2009 in der Reihe Denkmäler rheinischer Musik, Band 36)
- Sinfonie Nr. 2 D-Dur op. 11 (1834/35, unvollendet, Scherzo von Robert Schumann vervollständigt)

(erschien 2010 in der Reihe Denkmäler rheinischer Musik, Band 37)
- Ouvertüre f-Moll op. 5 (1825)
- 4 Entr’actes op. 17 (1827/28) OCLC 165583829

(beide Werke erschienen 2010 in der Reihe Denkmäler rheinischer Musik, Band 38)

### Vokalmusik
- Dionys, Oper nach Schillers Ballade Die Bürgschaft (1832–34, Fragment, verschollen)
- Sechs Gesänge von Uhland, Goethe, Heine, Platen op. 3 (1837) OCLC 767279153 (Digitalisat beim Münchener Digitalisierungszentrum der Bayerischen Staatsbibliothek) I Einkehr II In der Ferne III Lied: Du bist wie eine Blume IV Winterreise V: Der Fischerknabe VI Harfenspieler
- Fünf Deutsche Lieder op. 6 (1838) OCLC 705203887 (Digitalisat beim Münchener Digitalisierungszentrum der Bayerischen Staatsbibliothek) I Harfenspieler II Omar’s Nachtlied III Lied: Ich schleich umher. IV Sehnsucht nach Ruhe V Nachtreise VI
- Fünf Gesänge op. 10 (1840) OCLC 165583833 (Digitalisat beim Münchener Digitalisierungszentrum der Bayerischen Staatsbibliothek) I Nach Walther von der Vogelweide. Unter den Linden. II Scheiden und Meiden III Abreise. So hab ich nun die Stadt verlassen. IV Hoffnungslos V Nr. 5: Das Ständchen
- Fünf Lieder op. 12 Nr. 1: Nähe des Geliebten, Nr. 3: Der Sänger Nr. 4: Das Schicksal will’s Nr. 5: Lebe wohl
- Frühlingslied ohne op. (1836)
- Morgenlied ohne op. (Fragment)

(sämtliche Lieder erschienen 2008 in der Reihe Denkmäler rheinischer Musik, Band 31)

### Kammermusik
- Streichquartett Nr. 1 d-Moll op. 4 (1825). ISMN M-2020-0861-4
- Streichquartett Nr. 2 d-Moll op. 7 (1825/26).[6] ISMN M-2020-0862-1
- Streichquartett Nr. 3 As-Dur op. 9 (1826). ISMN M-2020-0863-8
- Streichquartett Nr. 4 a-Moll op. 14 (1835). ISMN M-2020-0864-6

(sämtliche Streichquartette erschienen 2002 in der Reihe Denkmäler rheinischer Musik, Band 23)
- Ständchen für Klarinette, Viola und Gitarre ohne op. (1825)
- Duo Es-Dur op. 15 für Klarinette und Klavier (1834)

(beide Werke für Klarinette erschienen 2008 in der Reihe Denkmäler rheinischer Musik, Band 31)

### Klaviermusik
- Sonate f-Moll op. 8 (1826)
- Walzer Es-Dur (1827)
- Polonaise F-Dur op. 16 (1832)
- Rhapsodie h-Moll op. 13 (1834)
- Walzer Es-Dur  ohne Opuszahl OCLC 767253810

(sämtliche Klavierwerke erschienen 2008 in der Reihe Denkmäler rheinischer Musik, Band 30)

## Notendrucke
- Concert für das Pianoforte mit Begleitung des Orchesters (Nr. 1 der nachgelassenen Werke), Leipzig: Kistner, 1864. Digitalisierte Ausgabe der Universitäts- und Landesbibliothek Düsseldorf (ULBD)
- Duo für Pianoforte und Clarinette oder Violine, Leipzig: Kistner, 1865. Digitalisierte Ausgabe der ULBD
- 4 Entr’actes für Orchester, Leipzig: Kistner, 1867. Digitalisierte Ausgabe der ULBD
- Fünf Lieder für eine Singstimme mit Begleitung des Pianoforte, Leipzig: Kistner, 1865. Digitalisierte Ausgabe der ULBD
- Ouverture f-Moll für Orchester, Leipzig: Kistner, 1864. Digitalisierte Ausgabe der ULBD
- Polonaise für Pianoforte, Leipzig: Kistner, 1867. Digitalisierte Ausgabe der ULBD
- Sinfonie Nr. 1 c-moll für Orchester, Leipzig: Kistner, 1864. Digitalisierte Ausgabe der ULBD
- Sinfonie Nr. 2 D-dur in 3 Sätzen für Orchester, Leipzig: Kistner, 1865. Digitalisierte Ausgabe der ULBD